# Makieta Dawnego Poznania
Makieta Dawnego Poznania – multimedialna ekspozycja historyczna zlokalizowana w Poznaniu, przy ul. Franciszkańskiej 2, w podziemiach kościoła franciszkanów konwentualnych. Wejście umieszczono od strony ul. Ludgardy.
W ramach ekspozycji prezentowane są trzy makiety:
- Makieta Grodu Pierwszych Piastów na Ostrowie Tumskim (pierwsze ćwierćwiecze XI wieku, czasy panowania Bolesława Chrobrego i Mieszka II) – 27 m², skala 1:60, czas powstawania – trzy lata (2008), wykonana głównie z materiałów naturalnych[1],
- Makieta Dawnego Poznania według ryciny Brauna-Hogenberga z 1618 – 50 m², skala 1:150, czas powstawania – sześć lat (2004), około 2000 elementów, wykonana głównie z papieru, modeliny i plastiku[2],
- makieta Starego Rynku dla osób niewidomych w skali 1:100[3].

Pokazowi makiety z 1618 towarzyszy 27-minutowy komentarz z taśmy autorstwa prof. Jacka Wiesiołowskiego i efekty dźwiękowo-wizualne (dym, błyskawica, pożar). Prezentacja Grodu Piastów ubogacona jest pokazem laserowym z użyciem urządzenia laserowego wyświetlającego 16,8 mln kolorów.
Autorem całości był Krzysztof Przybyła.